# Ben Hulshoff
Ben Hulshoff (Deventer, 6 december 1953) is een Nederlandse voormalig voetballer die als aanvaller of middenvelder speelde. Hij is een neef van Barry Hulshoff.
Hulshoff begon bij Go Ahead en kwam in 1972 bij Vitesse waarvoor hij vier seizoen in de Eerste divisie speelde. In 1976 maakte hij de overstap naar N.E.C. dat in de Eredivisie uitkwam. In november 1978 ging Hulshoff naar SC Amersfoort dat in de Eerste divisie speelde. Van 1980 tot 1982 speelde hij voor BV De Graafschap waarmee hij onder trainer trainer Huib Ruygrok in het seizoen 1980/81 via de nacompetitie naar de Eredivisie promoveerde. Hulshoff speelde nog een seizoen voor Vitesse in de Eerste divisie voor hij in 1983 ging afbouwen bij RKHVV. 
Na zijn profcarrière werd hij trainer in het amateurvoetbal. Hij trainde onder meer bij Arnhemse Boys, Go-Ahead, IJsselstreek, SDZZ en FC Zutphen.